# Laurențiu Roșu (handbalist)
Laurențiu Roșu (n. 1 mai 1950, Călărași, România) este un handbalist român.
În palmaresul său figurează 
- Locul III la Campionatul Mondial Universitar la ediția a 4-a din Cehoslovacia, cu echipa antrenată de Eugen Trofin și Romeo Sotiriu[1]
- Campion Mondial Universitar – în 1973 la ediția a 5-a din Suedia, cu echipa antrenată de Eugen Trofin și Romeo Sotiriu și în 1975 la ediția a 6-a din România cu echipa antrenată de Eugen Trofin și Niculae Nedeff[1]
- Locul I cu Steaua București la Cupa Campionilor Europeni ediția 1976-1977, cu echipa antrenată de Cornel Oțelea și Otto Tellman[1]
- 5 titluri de campion național
- 1 titlu de vicecampion al României
- 2 Cupe ale României

Este Maestru Emerit al Sportului și a fost decorat cu Medalia Meritul Sportiv.
A fost un pivot al echipei de handbal Steaua București și președinte al Clubului Sportiv al Armatei Steaua București între anii 2000 și 2003